# تاش‌کومیر
تاش‌کومیر (به قرقیزی: Таш-Көмүр، تاش كۅمۉر، به معنای ذغال سنگ) شهری در استان جلال‌آباد کشور قرقیزستان است که در سرشماری سال ۲۰۰۵ میلادی، ۲۳٬۳۴۴ نفر جمعیت داشته است.